# Foulcrey
Foulcrey település Franciaországban, Moselle megyében. Lakosainak száma 157 fő (2022. január 1.). Foulcrey Avricourt, Gogney, Igney, Avricourt, Gondrexange, Ibigny, Réchicourt-le-Château és Richeval községekkel határos.

## Népesség
A település népességének változása:
| Lakosok száma | 300  | 250  | 174  | 186  | 194  | 190  | 170  | 156  | 153  | 157  |
|               | 1968 | 1982 | 1990 | 2006 | 2013 | 2015 | 2017 | 2019 | 2020 | 2022 |